# 復讐するは我にあり
『復讐するは我にあり』（ふくしゅうするはわれにあり、Vengeance Is Mine ）は、佐木隆三の小説。

## 概要
5人を殺害した西口彰事件を題材にした長編小説である。第74回直木賞（1975年下半期）を受賞。1979年に映画化、1984年と2007年にテレビドラマが放映された。
書き下ろしで講談社から出版。佐木はトルーマン・カポーティの『冷血』（1965年）を意識して執筆した。タイトルの「復讐するは我にあり」は、新約聖書（ローマの信徒への手紙・第12章第19節）に出てくる「愛する者よ、自ら復讐すな、ただ神の怒に任せまつれ。録して『主いひ給ふ、復讐するは我にあり、我これに報いん』とあり」という言葉の一部で、悪人に報復を与えるのは神である、を意味する。こういう男がいたことを調査したとして、佐木自身は主人公を肯定も否定もしない気持ちを込めてタイトルに引用したという。
2007年に改訂新版が弦書房から出版された。

## ストーリー
昭和38年。当時の日本の人々はたった一人の男に恐怖していた。榎津巌（えのきづ いわお）。キリスト教カトリック信者で「俺は千一屋だ。千に一つしか本当のことは言わない」と豪語する詐欺師にして、女性や老人を含む5人の人間を殺した連続殺人犯。延べ12万人に及ぶ警察の捜査網をかいくぐり、78日間もの間逃亡したが、昭和39年に熊本で逮捕され、43歳で処刑された。映画ではこの稀代の犯罪者の犯行の軌跡と人間像に迫る。

## 映画
黒木和雄、深作欣二、藤田敏八らと競った末に今村昌平が映画化権を取得。映画は松竹と今村プロダクションの共同製作、配給は松竹。1979年4月21日に公開された。
馬場当、池端俊策が脚本を担当、主演は緒形拳。1968年の『神々の深き欲望』で各映画賞を受賞して高い評価を受けたものの、同作の長期間の撮影が災いして今村プロダクションはおよそ2000万円の負債を抱え、以後はテレビのドキュメンタリー番組を手がけていた。当時、苦境にあった今村昌平にとっては、起死回生の10年ぶりの新作劇映画である。
キャッチコピーは、「惜しくない　俺の一生こげなもん…」。同年度キネマ旬報ベストテン1位。第22回ブルーリボン賞ならびに第3回日本アカデミー賞、最優秀作品賞受賞。配給収入は6億円を記録し、松竹作品としては盆と正月の『男はつらいよ』2本に次ぐその年の3位の成績を収めた。本作のヒットで今村プロダクションはそれまでの負債を返済し、配給元の松竹も利益をあげたことで次作『ええじゃないか』の制作にゴーサインが出た。
3分の2がロケ撮影され、残りが浜松の家のセット撮影である。浜松駅に榎津が降り立つシーンは撮影当時すでに高架化工事とともに駅前再開発が進んでいたため、事件当時の浜松駅の雰囲気が残っていた土浦駅で撮影された。その他の浜松でのシーンは文京区目白台で撮影されている。
弁護士殺害シーンは実際の殺害事件の現場であるアパートで撮影されたが、事件が発生した部屋そのものではなくその向かい部屋が使用された。その後マンションに建て替えられた。
逮捕に至る経緯は事実とも原作とも異なる形で簡略化されている。ここでカットされた部分に焦点を当てたのが2007年のテレビドラマ版である、
ソフト化はDVDのほか、松竹から米国版HDマスターを元にしたBlu-ray Discがリリースされている。
1989年「大アンケートによる日本映画ベスト150」（文藝春秋発表）では第113位にランキングされている。

### ストーリー
専売公社の集金係2名を殺害した榎津は、詐欺を繰り返しながら逃走を続けていた。自宅には病身の母親と敬虔なクリスチャンの父親が旅館を経営し、榎津の妻子とともに暮らしている。妻の加津子は、義父である鎮雄に心酔し、榎津は2人の関係を疑っている。警察が専売公社雇人殺しの容疑で榎津を全国指名手配するなか、榎津は裁判所で被告人の家族に接近。弁護士を装って保釈金を預かる手口で詐欺を働き、仕事の依頼と称して老弁護士に近づき、殺害して金品を奪って逃げ続ける。やがて浜松の旅館に大学教授を装って投宿し、宿の女将ハルと懇ろになる。ハルの母親は元殺人犯で収監された経歴を持ち、ハルの情夫で旅館のオーナーでもある男の機嫌を取りながら、競艇に明け暮れる日々を送っていた。ある日、榎津とハルが映画館へ入ったところ、ニュース映画で榎津の指名手配写真が流れ、ハルは榎津の正体を知る。榎津に惚れていたハルは榎津を匿い、逃走を手助けする。それを知ったハルの母親は榎津を競艇に誘い、自分たちの前から消えるよう要求した。結局榎津はハルと母親を殺害し、質屋を旅館に呼んで二人の所持品を売り払う。榎津を以前客に取ったことのある売春婦がその様子を目撃したことから、榎津は逮捕され、死刑判決を受ける。面会に訪れた父親の鎮雄は、榎津が教会から破門されたこと、自らも責任を取って脱会したことを伝える。死刑執行後、榎津の遺骨を抱いた妻の加津子と鎮雄は、山頂から空に向かって散骨した。

### 映画化権トラブル
映画化をめぐりトラブルが発生した。今村昌平より前に黒木和雄、藤田敏八、深作欣二の順番で映画化を申し入れて、口約束ながら3人全員に佐木が映画化を承諾したことから大きな問題となった。順番はまず1975年の原作発刊と同時にATGを拠点に映画製作を行っていた黒木が1976年1月8日に正式に佐木に映画化を申し込んだら「ぜひやっていただきたい」と承諾を得た。その後版元の講談社から大手で配給をお願いしたいと言われたため、松竹から内諾も取り、黒木は佐木と計4回話し合った。次に藤田が1976年1月26日に佐木に会い、佐木から「お任せする」と言われたため、OKを得たものと認識していた。続いて深作が1976年2月7日に佐木と京都で会い、「ぜひ、いい作品にして下さい」と言われ、その気になった。うかつにも3人とも「文書の契約」はなかった。結局、1976年2月19日と一番遅く正式に申し込んだ今村昌平監督の手で映画化されることになった。コケにされた3監督は「映画にさせない！」などと激怒したと伝えられる。怒りを買った佐木は後に「うれしくて、ついどうぞと申し上げたが、別に正式な契約はしてなかった」と言い訳した。
黒木とは2回、深作と藤田とはそれぞれ1回ずつ会い、その際にどの監督にも了承の印象を与えて、口約束ではあるが佐木から承諾されたと主張しており、後から正式に契約を交わした今村プロが映画化権を得たことに抗議。ただ、いずれも手付け金や契約のサインはなかったという。
黒木監督は脚本に中島丈博、主演に原田芳雄を起用して松竹配給を想定、佐木からは新宿の飲み屋では約束でOKされたとし、黒木監督による映画化を『報知新聞』がスクープとして報道。一方、深作監督は東映でアクション映画調で撮ろうという構想で、同社の日下部五朗が佐木夫妻を京都に招いて接待。藤田監督はホリプロダクションで動き、東宝も五明忠人と藤井浩明の両プロデューサー、大映は徳間康快社長が映像化権の争奪に参加していたという。結局、『神々の深き欲望』の評価や作風が決め手となり、窓口である講談社と佐木が今村と井上和男プロデューサーと正式契約し、1977年の正月映画として公開予定と発表。野坂昭如が主役に立候補した。
これに対して、黒木は告訴も辞さないとコメントし、深作と藤田もこれに同調。1976年3月に黒木・藤田両名と深作の友人で劇作家の内田栄一（藤田作品の常連脚本家であり、佐木が属する新日本文学会のメンバーでもあった）の3人が佐木と話し合い、佐木が今村プロとの契約を白紙撤回する旨の念書を書き、これを青年行動隊にやらせた。今村プロ側は、契約書で1976年に2年間の期限付きで1977年1月公開予定としており、契約を白紙撤回する念書に法的効力はないとした。内田栄一は自身の主宰する劇団東京ザットマンで、「佐木隆三を個人攻撃する会」という芝居を1976年4月16、17日に天井桟敷地下劇場で開催する徹底ぶりだった。
また、深作監督が撮る予定だった東映の日下部五朗は、「映画化権を得たものの、東映社長の岡田茂から、『もう実録もののような暗い話は当らない。そんな原作はどこかに売却しろ』と怒鳴られた」と話している。日下部は榎津を『ジョーズ』に見立て、観客が「榎津が来た！次はこいつが殺られる！」とハラハラドキドキさせるホラー映画を構想していたと話している。
藤田監督も映画化の意欲が失せたということで、そのまま今村プロによって映画化された。
後年、1980年に佐木隆三が発表した『海燕ジョーの奇跡』が深作欣二が映画化権を取得して日本国外でロケハンまでするも流れる経緯を経て、藤田敏八により1984年に映画化された。クランクインした1983年に佐木は藤田敏八、内田栄一と会食し、『復讐するは我にあり』のトラブルを和解したという。
この映画化トラブルは、週刊誌などでスキャンダルとして大きく報道された。佐木とはお互いの無名時代の知己でもあった作家の筒井康隆は、自作『アフリカの爆弾』に複数の映画関係者から映画化の申し入れがありながら、その後は何の音沙汰もなかった自分の経験を振り返り、「一方的に佐木を責めるわけにはいかんのではないか」と佐木に同情する言葉を残している。畑正憲も口約束で契約をする当時の映画界の慣習を批判し「ちゃんとした契約書を取交し、映画化原作料の半金でも支払っているなら大騒ぎしたって構わないけれど、そうでなければ、近代的な商取引とは言い難い」と、佐木を擁護するエッセイを書いている。菅原文太は「本当にみなさんの危機感の現れと思いますけど、初めてじゃないですか、一つのものにそれも一応の人たちが4人も5人も群がってね、何か本当にヤクザ映画の喧嘩みたいなことをやってましたね」などと評している。

### スタッフ
- 製作：井上和男
- 脚本：馬場当、池端俊策（ノンクレジット）
- 監督：今村昌平
- 助監督：新城卓、北西洋一、森安建雄、中田信一郎
- 撮影：姫田真佐久
- 撮影助手：門倉祐一、丸池納、原一男、鈴木悟
- 照明：岩木保夫
- 録音：吉田庄太郎
- 美術：佐谷晃能
- 音楽：池辺晋一郎
- 演奏：東京コンサーツ
- 編集：浦岡敬一
- 記録：石黒健治
- 調音：アオイスタジオ
- 効果：東洋音響
- 現像：東洋現像所
- 製作協力∶横浜放送映画専門学院
- 製作∶松竹、今村プロ

### キャスト
- 榎津巌：緒形拳
- 榎津鎮雄：三國連太郎
- 榎津かよ：ミヤコ蝶々
- 榎津加津子：倍賞美津子
- 浅野ハル：小川真由美
- 浅野ひさ乃：清川虹子
- 柴田種次郎：殿山泰司
- 馬場大八：垂水悟郎
- 畑千代子：絵沢萌子
- 吉里幸子：白川和子
- 河井警部：フランキー堺
- 吉野調査官：浜田寅彦
- 桑田警部補：園田裕久
- 市川刑事：浜田晃
- 口石刑事：辻萬長
- ハルの旦那：北村和夫
- ハルの麻雀友達：火野正平
- ステッキガール：根岸とし江
- 「あさの」の客：佐木隆三
- 質屋の主人：河原崎長一郎
- 駅の助役：金内喜久夫
- 海軍主計中尉：小野進也
- 巌の少年時代：佐野大輔
- 被告の母：菅井きん
- 保護司：阿部寿美子
- 裁判長：石堂淑郎
- 河島弁護士：加藤嘉
- 警官：梅津栄
- 農婦：中村美代子、牧よし子
- タクシー運転手：法月一生
- 日新紡の課長：小沢昭一（クレジットされているが本編ではカットされている）

### 受賞
- 第22回ブルーリボン賞
  - 作品賞 / 監督賞 / 助演男優賞（三國連太郎） / 助演女優賞（倍賞美津子）
- 第53回キネマ旬報ベスト・テン
  - 監督賞 / 助演男優賞（三國連太郎） / 助演女優賞（小川真由美）
- 第4回報知映画賞
  - 最優秀助演男優賞（三國連太郎） / 最優秀助演女優賞（小川真由美）
- 第3回日本アカデミー賞
  - 最優秀作品賞 / 最優秀監督賞 / 最優秀脚本賞 / 最優秀助演女優賞（小川真由美） / 最優秀撮影賞
- 第34回毎日映画コンクール
  - 日本映画優秀賞
  - 脚本賞（馬場当）

## テレビドラマ

### 1984年版
1984年4月7日の「ザ・サスペンス」枠で、『一億人を敵にした男 復讐するは我にあり』の題名でTBSにより制作・放送された。主演は根津甚八。

#### スタッフ
- 演出 - 龍至政美
- 脚本 - 石堂淑朗

#### キャスト
- 根津巌 - 根津甚八
- 根津加津子 - 市毛良枝
- 木の実ナナ
- 五月みどり
- 磯崎亜紀子
- 川津祐介
- 中原ひとみ
- 藤田弓子
- 三原順子
- 矢崎滋
- 山口美也子
- 初井言栄
- 浜村純
- 鈴木瑞穂
- 坂上味和
- 木村元
- 左右田一平
- 鶴田忍
- 三戸部スエ
- 石井富子
- 富田浩太郎
- 榎木兵衛
- 大木正司
- 宮内順子

ほか

### 2007年版
ユニオン映画により3時間枠のドラマスペシャルとして制作、2007年3月28日の20時00分 - 22時48分にテレビ東京系列で放送された。主演は柳葉敏郎。同作品の映像化は、TBS版から数えて約23年振り。
映画版では描写されなかった、榎津巌が逮捕されるまでの3日間を映像化。人を信じない殺人犯・榎津と、人を信じる事を説く教誨師・吉村の静かな戦いを描く。
監督には田中登が予定されていたが、2006年10月4日に急死したため、猪崎宣昭が担当した。

#### スタッフ
- チーフプロデューサー - 佐々木彰（テレビ東京）
- プロデューサー - 森田昇（テレビ東京）、大藤博司、元信克則
- 脚本 - 西岡琢也
- 監督 - 猪崎宣昭
- ナレーション - 大木民夫
- 音楽 - 遠藤浩二
- 技斗 - 二家本辰巳
- 技術協力 - 映広
- スタジオ - 東映東京撮影所
- ロケ協力 - いばらきフィルムコミッション、フィルムサポート島田、日本煉瓦資料館、大井川鐵道、博物館明治村、深谷市、桜川市、東京海洋大学ほか
- 製作 - テレビ東京、ユニオン映画

#### キャスト
- 榎津巌 - 柳葉敏郎
- 榎津巌（幼年期） - 高橋賢人
- 榎津巌（少年期） - 太賀
- 巌の祖母 - 森康子
- 吉村寛惇 - 大地康雄
- 吉村圭以子 - 岸本加世子
- 吉村ちか子 - 山口愛
- 吉村晴子 - 前田愛
- 吉村寛市 - 中村柊芽
- 警視庁捜査一課長 - 古谷一行（特別出演）
- 植田神父 - 中村梅雀
- 浅野ハル - 余貴美子
- 榎津善蔵 - 塩見三省
- 木下節子 - 根岸季衣
- 木下純二 - 斎藤洋介
- 灘尾圭一 - ケーシー高峰（特別出演）
- 青木衛 - 木下ほうか
- 坂口吾郎 - 草野康太
- 作田孝志 - 伊藤高史
- 青木美佐子 - 角替和枝
- 柴田種次郎 - 本城丸裕
- 吉村秀男 - でんでん
- 映画館の客 - 三谷昇
- 迫丸浩一郎 - 深水三章
- デンジャラス

ほか